# Manuel Duchesne
Manuel Duchesne Cuzán (* 10. November 1932 in Havanna; † 10. September 2005 ebenda) war ein kubanischer Dirigent.

## Leben und Wirken
Duchesne studierte von 1944 bis 1953 am Conservatorio Municipal de La Habana Solfège bei Aida Teisero, Musiktheorie bei Georgina Ramos, Violine bei Raúl Anckermann, Trompete bei Pedro Mercado, Klavier bei Ángela Quintana, Harmonielehre und Kontrapunkt bei Harold Gramatges, Musikgeschichte und -ästhetik bei Edgardo Martín sowie Fuge, Orchestration und Musikanalyse bei José Ardévol. Bis 1958 absolvierte er ein Studium als Dirigent bei Enrique González Mántici, das er in Mexiko und Paris vervollkommnete.
Ab 1948 war Duchesne Geiger im Orchester des Radiosenders CMZ. Daneben trat er als Geiger, Trompeter und Dirigent auf, spielte in Kammermusikensembles und wirkte an Aufführungen von Zarzuelas am Teatro Martí unter der Leitung von Gonzalo Roig und Rodrigo Prats mit. Später wurde er Mitglied des Orchesters und der Band des Conservatorio Municipal und trat u. a. mit dem Orchester des Senders CMQ unter Enrique González Mántici, Roberto Váldes Arnau, Adolfo Guzmán, Paul Csonka und Carlos Ansa, dem Orchester des Teotro Radiocentra und dem Orquesta Hermanos Palau auf.
Er gründete mit Juan Blanco die Sociedad Sinfónico-Coral und war 1952 Mitbegründer der von Harold Gramatges geleiteten Sociedad Cultural Nuestro Tiempo, deren Vizepräsident er wurde. Als Dirigent des Orchesters des Ballet Alicia Alonso trat er 1954 mit dem Ballett Giselle am Teatro Colón in Buenos Aires, später auch in Chile, Uruguay und Brasilien auf. Im selben Jahr wurde er Chefdirigent des Orquesta Sinfónica de la Sociedad Sinfónico-Coral in Havanna. 1959 war er Gastdirigent des Orquesta Filarmónica de La Habana und des Conjunto Nacional de Danza Moderna und tourte mit dem Ballet Nacional de Cuba durch Venezuela, Brasilien, Argentinien, Chile, Peru und Ecuador.
1960 gründete Duchesne mit Enrique González Mántici das Orquesta Sinfónica Nacional, das sich besonders den zeitgenössischen kubanischen Komponisten wie Leo Brouwer, Juan Blanco, Carlos Fariñas, Héctor Angulo, Roberto Valera, Calixto Álvarez und José Loyola, aber auch zeitgenössischen europäischen Komponisten wie Pierre Boulez, Luc Ferrari, Luis de Pablo, Ramón Barce, Luigi Nono, Hans Werner Henze, Franco Donatoni, Krzysztof Penderecki, Wojciech Kilar, Kazimierz Serocki, Edisson Denissow und Alfred Schnittke und Lateinamerikanern wie Héctor Tosar, César Bolaños, Coriún Aharonián, Manuel Enríquez Salazar, Marlos Nobre, Fernando García und Celso Garrido Lecca widmete; auch Werke der klassischen Moderne von Arnold Schönberg, Igor Stravinsky, Gustav Mahler, Charles Ives, Edgar Varèse und Anton Webern zählten zu seinem Repertoire.
Im selben Jahr reiste Duchesne mit dem Nationalballett durch die Sowjetunion, die DDR, Polen, China, Nordkorea, die Tschechoslowakei, Rumänien, Ungarn und Bulgarien und dirigierte dabei als Gast führende Sinfonieorchester dieser Länder. 1961 wurde er musikalischer Leiter des Instituto Cubano del Arte e Industria Cinematográficos (ICAIC), 1962 des Conjunto Experimental de Danza. 1963 wurde er zum Direktor des Orquesta Sinfónica Nacional und zum Professor für Orchesterleitung am Conservatorio Alejandro García Caturla ernannt. Im Jahr 1990 wurde er mit der Medalla Alejo Carpentier, 2003 mit dem Premio Nacional de  Música und 2004 mit dem Orden Félix Varela geehrt.